# Balwyn North
Balwyn North är en ort i Australien. Den ligger i kommunen Boroondara och delstaten Victoria, omkring 12 kilometer öster om delstatshuvudstaden Melbourne. Antalet invånare är 19 968.
Runt Balwyn North är det mycket tätbefolkat, med 2 261 invånare per kvadratkilometer.. Närmaste större samhälle är Melbourne, omkring 12 kilometer väster om Balwyn North. 
Runt Balwyn North är det i huvudsak tätbebyggt. Genomsnittlig årsnederbörd är 1 244 millimeter. Den regnigaste månaden är juli, med i genomsnitt 140 mm nederbörd, och den torraste är januari, med 49 mm nederbörd.